# Irminsul

Irminsul.

Irminsul (en allemand : Irminsäule, en vieux saxon : Irminsûl : « grande ou puissante colonne ») était soit un arbre — plus précisément un frêne — soit un tronc totémique sculpté, dédié à une divinité saxonne (teutonique) de la guerre, nommée Irmin. Il est vénéré chez les anciens Saxons, à la fin du VIIIe siècle.

## Témoignages écrits
Irmin, cité par Tacite, a parfois été rapproché du dieu scandinave Týr en raison de la forme de la rune tiwaz directement liée à ce dernier (une « flèche pointée vers le haut » signifiant conquête et victoire). Il a également été rapproché du norrois Jörmun qui est un des noms / des aspects d'Odin.
Chez les Germains, le nom signifie « grand et fort » en référence à l'énorme force physique et la volonté de Thor. Irminsul serait donc le « pilier de Thor ».
De même, on a vu en l'arbre-totem une évocation de l'« arbre Monde » des mythes germaniques, c'est-à-dire une représentation de l'équivalent d'Yggdrasil évoqué dans l'Edda et la mythologie scandinave.
Le moine Rodolphe de Fulda († 865), à qui l'on doit la description la plus complète d'Irminsul, rapporte au chapitre 3 de son hagiographie « De miraculis sancti Alexandri » :
« Truncum quoque ligni non parvae magnitudinis in altum erectum sub divo colebant, patria eorum lingua Irminsul appellantes, quod Latine dicitur universalis columna, quasi sustinens omnia. »
« Il y avait aussi un tronc d'arbre d'une taille peu commune, dressé verticalement, qu'ils [les Saxons] vénéraient en plein air, et qu'ils appelaient dans leur langue « Irminsul », qu'on peut rendre en latin par « pilier du monde », comme s'il soutenait toutes choses. »

## Localisation
L'emplacement exact de l'arbre est inconnu car aucun témoignage archéologique n'a été retrouvé, mais il aurait été situé dans l’actuel Land de Basse-Saxe, dans un rayon de 30 km de Paderborn, peut-être sur la colline de Marsberg.
L'abbé de Lubersac dans son Discours sur les monuments publics le situe à Stattenberg en Bavière et précise qu'il a été détruit en 1646 par les armées suédoises du général Wrangel.

## Aspect religieux
L'arbre Monde, ou « pilier du monde » est un élément de la cosmogonie germanique qui symbolise l'union de l'Homme et du Cosmos (des dieux avec la meilleure matière) et qui est le lien qui unit la Terre et le Ciel. C'est à cet arbre qu'Odin (germanique Woden) resta suspendu neuf jours et neuf nuits, encore selon la mythologie scandinave et l'Edda, accomplissant ainsi un sacrifice. Il y apprit le secret des runes et fut ressuscité.
La popularité de ce mythe auprès des anciens Saxons est par ailleurs attestée chez les Anglo-Saxons du haut Moyen Âge, notamment à travers nombre de représentations qui mêlent mythes germaniques et religion chrétienne et qui associent Odin / Woden (aussi appelé Wotan) au Christ sur la Croix (notamment la Croix de Ruthwell).
Finalement, sur l'existence de l'arbre sacré — ou de l'idole : sa nature exacte n'est pas tranchée — Irminsul, on sait en réalité très peu de choses. Voici ce qui en est écrit dans un dictionnaire français de 1860 :

« Irminsul, ou colonne d'Irmin (Hermann, Arminius), idole des anciens Saxons, était placé sur la montagne fortifiée d'Ehresburg (aujourd'hui Marsberg). Elle représentait un homme armé à la façon des Germains, tenant un étendard d'une main et une lance de l'autre. C'était le dieu de la guerre, ou selon quelques-uns, Arminius déifié. Charlemagne détruisit cette idole en 772, ainsi que la forteresse qui la défendait »

— Dictionnaire universel d'Histoire et de Géographie.

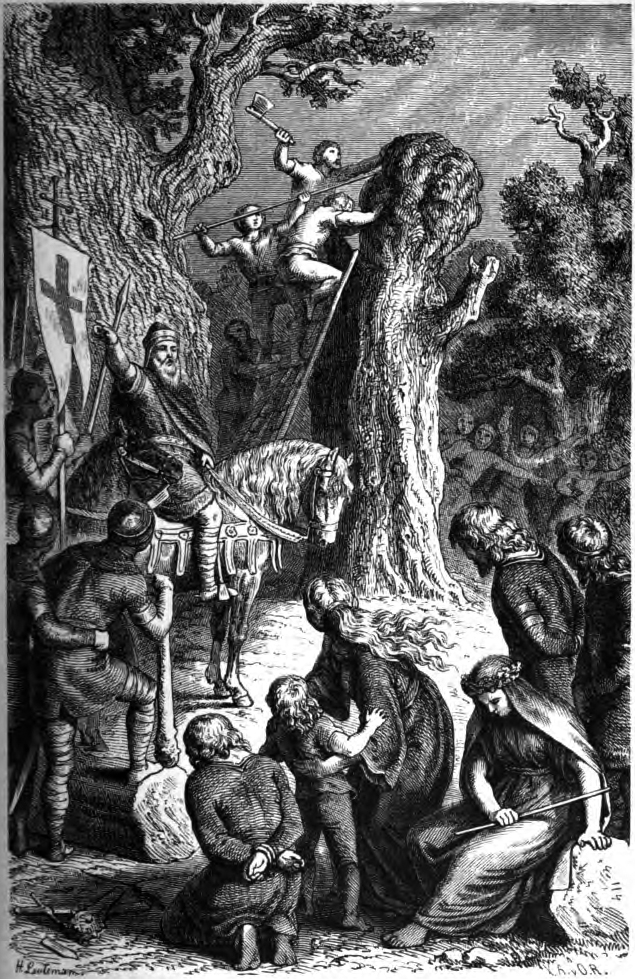
La destruction de l'Irminsul par Charlemagne par Heinrich Leutemann, 1882.

À la fois symbole de la résistance du paganisme saxon et lieu de réunion des Païens qui lui apportaient une offrande après chaque victoire, Irminsul fut coupé ou abattu en 772 sur l'ordre du roi des Francs, Charlemagne. Ce dernier s'employait alors à soumettre et à christianiser la Saxe païenne : ses campagnes, sanglantes, durèrent près de trente ans. Irminsul était situé près du château d'Eresburg, à Paderborn, dans l'Allemagne actuelle.
Selon Pierre Auguste F. Gérard, dans son Histoire des Carolingiens Charlemagne se serait moqué de la croyance des Saxons selon laquelle Irminsul « empêchait le ciel de leur tomber sur la tête », avant d'ordonner qu'on l'abatte afin de discréditer la religion de ses adversaires.
Un équivalent d'Irminsul serait l'arbre sacré d'Uppsala, en Suède. Il est d'autre part connu que certains nobles saxons opposés à Charlemagne se réfugièrent au Danemark (voir Widukind).
L'Irminsul est souvent représenté avec la grande ou la petite Ourse au-dessus de lui car, comme Yggdrasil, il est le symbole de la centralité et la stabilité et est une représentation de l'axe cosmique (il passe à travers le monde et dans chaque univers). L'Irminsul représenterait à la fois un symbole féminin et masculin puisque selon Walther Blachetta, sa forme rappellerait des cornes de Bélier ou même le marteau de Thor, ce qui fait référence au masculin. Pourtant il ajoute que cela rappellerait aussi bien un berceau et même l'appareil génital de la femme. Mais le plus souvent, L'Irminsul est associé à une stylisation d'un arbre anthropomorphe. Certains y voient même la rune Algiz, rune de l'élan, de l'homme et de l'if, selon les Futharks.

## Dans la culture populaire
L'Irminsul est un élément important du monde de Teyvat dans le jeu vidéo Genshin Impact. Il y est décrit comme un arbre gigantesque poussant sous terre et rassemblant l'intégralité des souvenirs des habitants et de l'histoire du monde de Teyvat, de sorte qu'une modification de l'Irminsul peut avoir des impacts directs dans le monde réel.